# جنطيانا ربيعية
جنطيانا ربيعية أو كوشاد ربيعي (الاسم العلمي: Gentiana verna) هو نوع من النباتات يتبع جنس الجنطيانا من فصيلة الجنطيانية.